# Segata Sanshiro
Segata Sanshiro (せがた三四郎?, Segata Sanshirō) è un personaggio immaginario creato da SEGA per pubblicizzare il Sega Saturn in Giappone tra il 1997 e il 1998. Interpretato da Hiroshi Fujioka, attore noto per Kamen Rider, è ispirato al protagonista di Sugata Sanshirō, opera prima del regista Akira Kurosawa.
Protagonista di oltre venti pubblicità, Segata Sanshiro compare nel videogioco Segata Sanshirō Shinken Yūgi (せがた三四郎 真剣遊戯?) per Saturn. È inoltre un personaggio giocante in Project X Zone 2.